# Ulica Miernicza we Wrocławiu
Ulica Miernicza we Wrocławiu (dawniej Lützowstraße) położona na Przedmieściu Oławskim w tzw. Trójkącie Bermudzkim. Biegnie od ulicy Romualda Traugutta do ulicy Komuny Paryskiej. Jest jedną z nielicznych wrocławskich ulic, na których przetrwała w całości zabudowa sprzed II wojny światowej.
Ulicę zaczęto projektować na początku lat 80. XIX w. na parcelach należących do spółki handlowej Cassirer&Söhne położonych przy ul.Traugutta i Komuny Paryskiej z zamiarem zabudowania jej kamienicami czynszowymi dominującymi w tej okolicy. Wytyczona została w 1886 r. Połączyła z północy na południe ul. Traugutta z Komuny Paryskiej. W połowie nowej ulicy wytyczono skrzyżowanie z planowaną również wówczas ulicą Waleriana Łukasińskiego mająca połączyć ul. Kazimierza Pułaskiego z ul.Ignacego Prądzyńskiego. Ostatecznie ul. Waleriana Łukasińskiego powstała tylko na odcinku do ul. Ignacego Prądzyńskiego z kilkudziesięciometrowym wypustem w stronę ul. Kazimierza Pułaskiego. W ciągu kilku lat zabudowano kamienicami czynszowymi odcinek pomiędzy ul. Traugutta i Waleriana Łukasińskiego a do końca XIX w. pozostałą część ulicy. Nazwano ją Lützowstraße na cześć barona Ludwiga von Lützow (1782–1834), pruskiego patrioty, organizatora i dowódcy ochotniczego korpusu w wojnie z Napoleonem (1813).
Kamienice zostały zasiedlone w znacznej mierze przez robotników pobliskich fabryczek i zakładów położonych wzdłuż Oławy przy ul.Traugutta, urzędników niższych kategorii i rzemieślników prowadzących warsztaty na parterach kamienic i w podwórkach. Po II wojnie światowej niezbyt majętny charakter ulicy jak i całej dzielnicy został na PRL-owski sposób utrzymany i Miernicza dzieliła los pozostałych ulic wrocławskiego Trójkąta Bermudzkiego, o których Lech Janerka śpiewał: Strzeż się tych miejsc.
Ze względu na swój unikatowy charakter i stan ulica Miernicza często służy filmowcom jako plan akcji do filmów przedstawiających miasta sprzed kilkudziesięciu lat i z II połowy XIX w. Imitowała m.in. Warszawę, Berlin, Wiedeń, Rotterdam i wojenny i przedwojenny Wrocław.
Niektóre filmy:
- Lalka, Polska (1977), reż. Ryszard Ber
- Kobieta samotna, Polska (1981), reż. Agnieszka Holland
- Kobieta na wojnie, Francja, Wielka Brytania (1991), reż. Edward Bennett
- Charakter, Belgia, Holandia (1996), reż. Mike van Diem
- Aimee i Jaguar, Niemcy (1998), reż. Max Färberböck
- Avalon, Japonia (2001) reż. Mamoru Oshii
- Most powietrzny, Niemcy (2005), reż. Dror Zahavi
- Kobieta w Berlinie, Niemcy/Polska (2007), reż. Max Färberböck
- Most szpiegów, Niemcy, Indie, USA (2015), reż. Steven Spielberg
- ""Zimna wojna", Polska, Francja, Wielka Brytania (2018), reż. Paweł Pawlikowski

Ponadto na tej ulicy nakręcono także klip zespołu WWO zatytułowany Sen, który w roku 2004 zdobył na Festiwalu Polskich Wideoklipów Yach Film nagrodę za zdjęcia.